# Савельев (хутор)
Савельев — хутор в Константиновском районе Ростовской области.
Входит в состав Гапкинского сельского поселения.

## География

### Улицы
| - ул. Бульварная, - ул. Виноградная, - ул. Вишневая, - ул. Зелёная, - ул. Колхозная, | - ул. Молодёжная, - ул. Садовая, - ул. Степная, - ул. Урожайная, - ул. Фестивальная, | - пер. Тихий. |

## История
Точная дата основания хутора Савельев доподлинно неизвестна. Народное предание гласит, что на берегу небольшой степной реки Кагальник, притока Дона, однажды поселился казак по имени Савелий, который был сподвижником Степана Разина. Следовательно, можно предположить, что если хутор был назван в честь первого поселенца, то основан он был приблизительно в середине XVII века.
На другом берегу реки Кагальник находилось несколько домов и шинок, который содержала некая бабка Гапка. По имени бабки впоследствии был назван хутор Гапкин.
В архивных документах от 1 января 1918 года хутор Савельев наряду с хуторами Белянский, Вифлянцев, Гапкин, Дубенцев, Ермилов, Карнаухов, Кандаков, Кухтачев и Морозов входил в юрт станицы Николаевской, который в свою очередь относился к Донскому округу.
В хуторе Савельев до Революции 1917 года местные казаки имели свои наделы земли, причём владеть ей могли только мужчины. Работали на полях по несколько семей вместе. Основными орудиями труда были: конный плуг, катки каменные молотильные и борона. Работали в основном на быках и на лошадях, семена сеяли вручную. Косили растительности тоже ручными косами.
Трудными для хутора были годы коллективизации. Множество жителей выступило против вступления в колхозы.
1933 год также был тяжелым для жителей местных хуторов: разразился большой голод. Люди с трудом доживали до следующего урожая, некоторые погибали.

## Население
| 2010 |
| ---- |
| 356  |